# تیم هورتونز

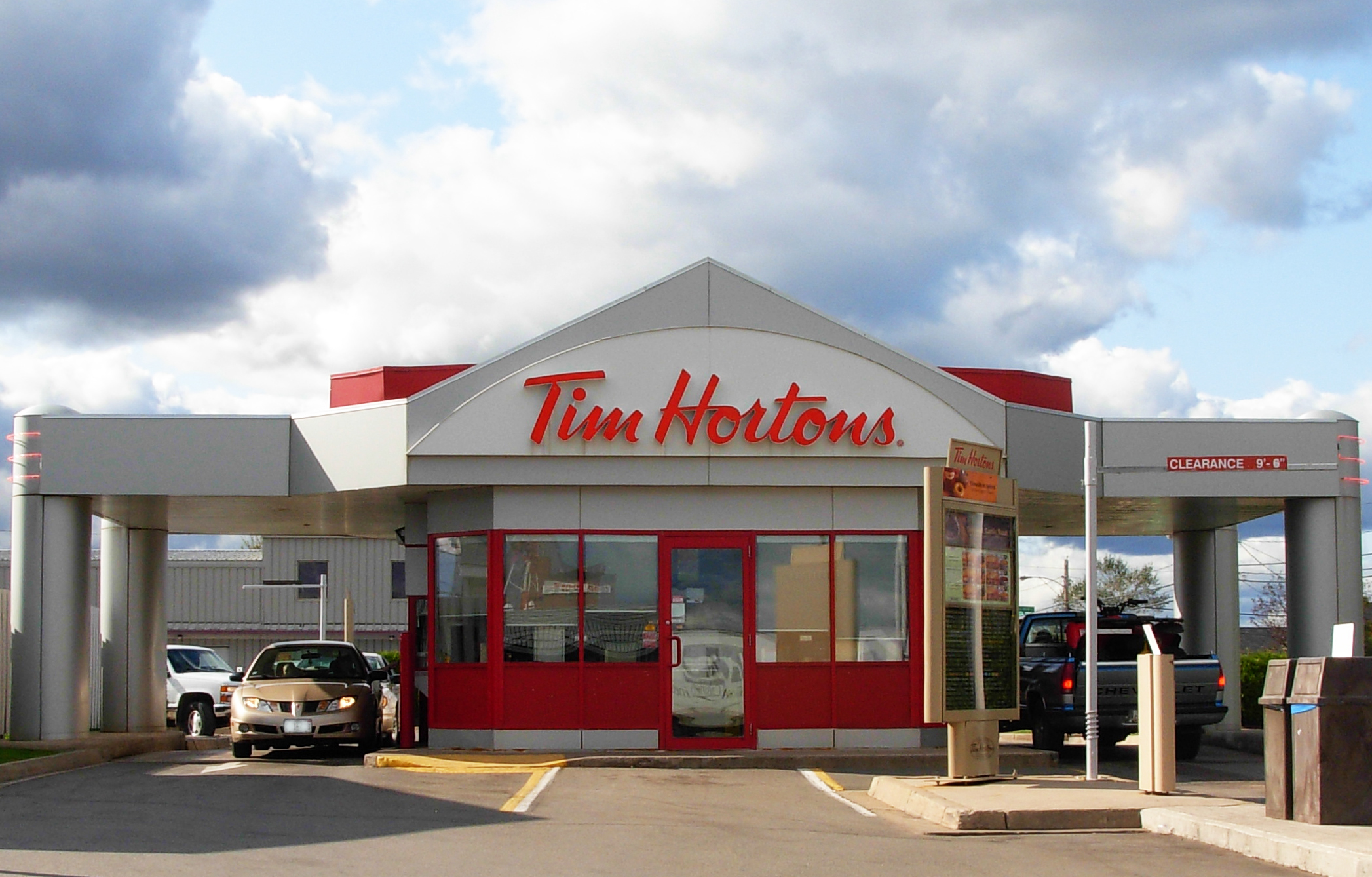
شعبه‌ای از رستوران تیم هورتونز در مونکتون، ایالت نیوبرانزویک، کانادا

تیم هورتونز (به انگلیسی: Tim Hortons) شرکت رستوران‌های زنجیره‌ای کانادایی است، که با در اختیار داشتن بیش از ۴ هزار شعبه در سرتاسر جهان، به‌عنوان بزرگترین شبکه فست‌فود و رستوران در کانادا شناخته می‌شود.
شرکت تیم هورتونز در سال ۱۹۶۴ توسط بازیکن هاکی روی یخ کانادایی؛ تیم هورتون در شهر همیلتون (انتاریو) راه‌اندازی شد و در ۱۹۶۷ هورتون اقدام به مشارکت با رون جویس نمود، که در پی سرمایه‌گذاری و مدیریت جویس، این شرکت به‌سرعت توسعه پیدا کرد، تا اینکه در سال ۲۰۰۲ موفق شد در بازار اغذیه و فست‌فود کانادا از مک‌دونالدز و در بازار فروش نسکافه نیز از استارباکس، پیشی بگیرد.
امروزه کمپانی تیم هورتونز مالک شبکه‌ای از ۴٫۲۸۸ رستوران در سرتاسر جهان بوده، که ۳٫۴۵۳ شعبه آن در کانادا، ۸۰۸ شعبه در ایالات متحده آمریکا و ۲۷ شعبه آن در شورای همکاری کشورهای عرب خلیج فارسمستقر می‌باشند. دفتر مرکزی این شرکت در شهر اوک‌ویل، انتاریو قرار دارد و بخشی از سهام آن در بازارهای بورس تورنتو و بورس نیویورک معامله می‌شود.